# Pillar of Fire International
La Pillar of Fire International ou POF (Église internationale de la Colonne de feu)  est une congrégation protestante issue de l'Église méthodiste fondée par Alma Bridwell White en 1901 sous le nom de l'Église d'union méthodiste pentecôtiste (Methodist Pentecostal Union Church) à Denver dans l'état du Colorado pour la renommer en 1904 sous le titre de la Pillar of Fire International.
Après s'être fait connaître comme un soutien du second Ku Klux Klan entre 1920 et 1940, la POF s'est éloignée des visions racistes et suprémacistes de sa fondatrice et s'est internationalisée et diversifiée en diverses congrégations évangéliques. Son siège est situé au lieu communautaire de Zarephath (New Jersey).

## Histoire
Le 29 décembre 1901, Alma Bridwell White et son époux Kent White, un pasteur méthodiste, estimant que l'Eglise Méthodiste s'était éloignée de la vraie foi, de la doctrine du fondateur, John Wesley, décident de fonder une église dissidente à Denver, la  Methodist Pentecostal Union Church. Le 14 mars 1902, Kent White quitte le clergé méthodiste, puis Alma White est ordonnée évêque de la nouvelle église le 16 mars 1902. 
En 1904, l'église prend le nom le nom de Pillar of Fire en référence à la colonne de feu ou nuée guidant le peuple d'Israël dans la nuit lors de leur fuite d'Egypte, citée dans le livre de l'Exode, chapitre 13, verset 21,.  
En 1906, Alma White cherche un endroit plus favorable à la diffusion de son message, c'est ainsi qu'elle achète le lieu-dit de Zarephath situé dans le comté de Somerset (New Jersey) à proximité de Princeton et de New York. Le 19 janvier 1908, elle y installe le siège de la Pillar of Fire puis une école de formation biblique qui devient le Zarephath Bible Institute. 
En 1912, elle crée la Zarephath Academy qui devient l'Alma Preparatory School.
En 1920, elle achète à l'église presbytérienne un établissement universitaire, le Westminter College situé à Westminster dans le Colorado qui est renommé le Belleview College. 
En 1921, elle fonde à  Zarephath l'Alma White College (en),.
En 1923, Alma White qui soutient le Ku Klux Klan lui vend l'Alma White College, le Klan espérant attirer à lui des étudiants des universités proches comme celles de l'université de Princeton et de l'Université Harvard,.